# 黎秋梅
黎秋梅（1974年9月26日—）是中华人民共和国退役女子铁饼运动员。
她的个人最好成绩是67.50米，于1994年5月在北京取得。中国和亚洲的纪录是萧艳玲保持的71.68米。

## 成绩
| 年        | 賽事           | 舉辦城市         | 名次            | 記錄      |
| 代表 中国 | 代表 中国      | 代表 中国        | 代表 中国       | 代表 中国 |
| --------- | -------------- | ---------------- | --------------- | --------- |
| 1995      | 亚洲锦标赛     | 印度尼西亚雅加达 | 第1名           | 58.26 m   |
| 1995      | 世界锦标赛     | 瑞典哥德堡       | 第16名 (资格赛) | 58.88 m   |
| 1999      | 世界锦标赛     | 西班牙塞维利亚   | 第13名 (资格赛) | 62.20 m   |
| 2000      | 奥林匹克运动会 | 澳大利亚悉尼     | 第22名 (资格赛) | 56.59 m   |
| 2001      | 东亚运动会     | 日本大阪         | 第1名           | 60.99 m   |
| 2001      | 世界锦标赛     | 加拿大埃德蒙顿   | 第10名          | 57.81 m   |
| 2001      | 大学生运动会   | 中国北京         | 第1名           | 61.66 m   |

## 外部連結
- 黎秋梅在World Athletics（英语）
- 黎秋梅在Olympedia（英语）
- 黎秋梅在Chinese Olympic Committee (archived)（英语）